# Ашлань-Білямор
Ашла́нь-Білямо́р (рос. Ашлань-Билямор, марій. Ошлан) — присілок у складі Марі-Турецького району Марій Ел, Росія. Входить до складу Марі-Біляморського сільського поселення.

## Населення
Населення — 86 осіб (2010; 86 у 2002).
Національний склад (станом на 2002 рік):
- марійці — 72 %
- росіяни — 28 %